# Кирков, Людмил
Людми́л Дими́тров Ки́рков (болг. Людмил Димитров Кирков; 14 декабря 1933, Враца, Болгария — 12 декабря 1995, София, Болгария) — болгарский театральный и кинорежиссёр и актёр. Народный артист НРБ (1986).

## Биография
В 1954 году окончил ВИТИС (София). В 1959 году проходил стажировку во ВГИКе (мастерская Михаила Ромма). В своих фильмах обращался к проблематике рабочего класса, болгарской эмиграции, социально-психологических конфликтов. Член БКП с 1971 года.

## Фильмография

### Режиссёр
- 1961 — Последний раунд / Последният рунд
- 1964 — Конец каникул / Краят на една ваканция
- 1967 — Шведские короли / Шведските крале
- 1968 — Армандо / Армандо (к/м)
- 1970 — Не оглядывайся назад / Не се обръщай назад
- 1971 — Мальчик уходит / Момчето си отива (в советском прокате «Вольная птица»)
- 1972 — Происшествие в тупике / Произшествия на сляпата улица (ТВ)
- 1973 — Ночи инспектора /
- 1974 — Крестьянин на велосипеде / Селянинът с колелото
- 1975 — Не уходи! / Не си отивай!
- 1976 — Матриархат / Матриархат
- 1978 — Короткое солнце / Кратко слънце (в советском прокате «Недолгое солнце»)
- 1981 — Ансамбль без названия / Оркестър без име
- 1983 — Равновесие / Равновесие
- 1984 — Не знаю, не слышал, не видел / Не знам, не чух, не видях
- 1986 — В пятницу вечером / Петък вечер

### Актёр
- 1976 — Матриархат / Матриархат
- 1984 — Не знаю, не слышал, не видел / Не знам, не чух, не видях — покупатель в супермаркете
- 1986 — В пятницу вечером / Петък вечер — сосед

## Награды
- 1975 — номинация на Золотой приз IX Московского международного кинофестиваля («Крестьянин на велосипеде»)
- 1976 — Заслуженный артист НРБ
- 1983 — Серебряный приз XIII Московского международного кинофестиваля («Равновесие»)
- 1983 — номинация на Золотой приз XIII Московского международного кинофестиваля («Равновесие»)
- 1986 — Народный артист НРБ